# Система чистого измерения
Система чистого измерения (англ. Net energy metering, net metering) — политика в области электроснабжения, применяемая к владельцам небольших возобновляемых источников энергии (ветровая, солнечная, топливные ячейки) или электромобилей, использующих концепцию V2G (Vehicle-to-grid).
Под «чистым» в данном контексте понимается «то, что остается после вычета».

Данное значение определяется как разница между потребленным электричеством и электричеством, отданным в сеть.

В соответствии с «системой чистого измерения» владелец ВИЭ получает розничный кредит на величину, равную или большую выработанной электроэнергии.
Большинство электрических счётчиков позволяют выполнять измерения как в прямом, так и в обратном направлении, тем самым давая возможность потребителю учитывать отданную в сеть электроэнергию во взаиморасчетах с электроснабжающей организацией. Безусловно, правила последующего использования потребительского кредита электроэнергии различаются не только от страны к стране, но и по регионам внутри страны. 
При этом в данных правилах указывается:
— существует или нет система чистого измерения;

— если да, то в течение какого времени потребитель имеет право использовать накопившейся имеющейся у него кредит электроэнергии;

— по какой цене рассчитывается данный профицит (розничная, оптовая цена).

В соответствии с действующими законами о чистом измерении, используются следующие основные термины:

— месячное продление кредита электроэнергии;

— ежемесячная плата за подключение;

— ежемесячная оплата потребленной электроэнергии (имеется в виду обычный счёт за использованное электричество);

— годовая сумма расчёта по существующему профициту электроэнергии потребителя во взаиморасчетах с электроснабжающей организацией.
В отличие от тарифа на подключение и чистого измерения с учётом временной тарифной сетки, чистое измерение легко реализуется на практике, поскольку нет необходимости в дополнительных средствах измерения, и заключении специальных соглашений между потребителем и электроснабжающей организацией.
Система чистого измерения — один из стимулов для потребителей использовать ВИЭ.

Возможность потребителей подключаться к сети для осуществления чистого измерения является очень важным фактором, подтверждающим необходимость развития возобновляемой энергетики.

Очень часто получается так, что перегруженные работой энергетические агентства прикладывают недостаточно усилий для стимулирования развития ВИЭ, а индивидуальные потребители не могут договориться с соответствующими организациями об использовании ими кредита электроэнергии, накопленного в рамках реализации программы чистого измерения.
В США в рамках акта об энергетической политике 2005 года (статья 1251) все публичные коммунальные электрические компании обязаны создать необходимые условия, чтобы у потребителей была возможность осуществлять чистое измерение. Ниже приведена выдержка из данного документа:
 
‘‘(11) Чистое измерение. Каждая электроснабжающая организация, по запросу обслуживаемого ей потребителя, должна предоставлять возможность осуществления «чистого измерения». Под фразой «обслуживание чистого измерения» понимается обслуживание тех потребителей, которые вырабатывают электричество, используя определенный типа оборудования, подключаемого к сети, и передают электричество другим локально-распределённым потребителям, для таких потребителей компания может компенсировать расходы за соответствующий расчётный период.
В Канаде некоторые провинции имеют собственные программы чистого измерения.
Правительство Великобритании неохотно внедряет программу чистого измерения из-за сложностей, возникающих при выплате и возврате НДС, уплачиваемого за электричество. Тем не менее, и там все же проводятся некоторые пилотные проекты.

## Чистое измерение с учётом временной тарифной сетки
Для осуществления чистого измерения используют специальные реверсивные интеллектуальные счётчики, позволяющие постоянно отслеживать потребление электричества. Данные об объёме и времени потребляемого электричества позволяют компании применять определенные тарифы (дневные, ночные, сезонные). Как правило, стоимость электричества выше в дневное время и ниже в ночной период, из-за пониженного энергопотребления. Время использования «чистого измерения» является важными фактором для возобновляемых источников энергии. К примеру, генератор на основе солнечной энергии вырабатывает электричество, по большей части, в течение дня, в то время, как ночью выработка близка к нулю.

## Система чистого измерения на основе рыночной ставки
В системах чистого измерения на основе рыночной ставки стоимость энергии для потребителя изменяется в соответствии с оптовыми ценами на электроэнергию. При этом, показания приборов потребителей считываются и обрабатываются удаленно.
Система чистого измерения на основании рыночной ставки применяется в Калифорнии к квалифицированным объектам генерации на основе солнечной и ветровой энергии с 2006 года. В соответствии с законодательством Калифорнии возвращаемый избыток электроэнергии, отданной в сеть, должен быть равен стоимости на электроэнергию в этот период. Данный остаток никогда не может быть отрицательным, то есть ты не сможешь выручить деньги от продажи электричества в сеть. Если же объект вырабатывает больше электричества, чем может потребить на протяжении месячного периода, то владелец такого объекта не сможет заработать на продаже избытка энергии. Электроснабжающая организация и владелец подключенного к сети ВИЭ ничего не будут должны друг другу.
Чистое измерение даёт возможность небольшим системам иметь нулевой счёт-нетто с потребителем при условии, что потребитель изменяет динамику потребления за счёт использования электричества в период меньшей стоимости. К примеру, охлаждает воду, используемую в системе кондиционирования, либо заряжает аккумуляторные батареи в период низкого тарифа. В то же время, электричество, производимое в период пиковой нагрузки по большей части отдаётся в сеть, а не потребляется локально.

## Австралия
В некоторых штатах Австралии тариф на подключение подразумевает использование «чистого измерения», за исключением того, что ежемесячная плата за чистую выработку электроэнергии выше розничной цены. Марк Вэйкхем, являющийся директором компании Окружающая среда Виктории, назвал данный тариф «фальшивым». В соответствии с правилами действия тарифа на подключение необходимо использовать раздельный счётчик, а оплата всего локально сгенерированного электричества производится по льготному тарифу. В то же время, принцип чистого измерения состоит в том, чтобы использовать только один счётчик. Финансовая составляющая в обоих подходах отличается существенным образом.

### Виктория
С 2009 года домовладельцы будут получать 60 центов за каждый  кВт⋅ч, отданный обратно в сеть. Эта величина в 3 раза превышает розничную стоимость электричества.

### Квинсленд
В соответствии с дополнительной программой по поддержке солнечной энергии с 2008 года за каждый возвращенный в сеть  кВт⋅ч выплачивается 44 цента. Эта величина в 3 раза превышает розничную стоимость электричества.

## Канада

### Онтарио
Программа чистого измерения в Онтарио действует для объектов до 500 кВт, безусловно, зачёт электроэнергии производится только в течение последующих 12 месяцев. Все неиспользованные кредиты остаются до конца 12-месячного периода, после которого обнуляются.

### Британская Колумбия
Территорию штата Британская Колумбия обслуживает компания BC Hydro, которая предоставляет возможность осуществления чистого измерения для объектов мощностью не более 50 кВт. Каждые 12 месяцев потребителю выплачивается 8,16 центов за каждый отданный в сеть киловатт-час. Для генераторов мощностью более 50 кВт работает постоянно действующая программа. Компания FortisBC, обслуживающая центральный район Британской Колумбии, поддерживает программу чистого измерения и для генераторов мощностью более 50 кВт. За отданное в сеть электричество потребителям возмещают его розничную стоимость. В Новом Вестминстере, имеющем свою собственную коммунальную электрическую компанию, нет системы чистого измерения.

## Европейский союз

### Дания
Система чистого измерения для частных PV-генераторов была создана в 1998 году в качестве пилотного проекта на 4-х летний период. В 2002 году после окончания данной программы было принято решение о её продлении ещё на 4 года. Программа чистого измерения доказала свою состоятельность в качестве недорого и легкоуправляемого средства стимулирования продвижения PV-технологий в Дании. Конечно, за такой короткий промежуток времени действия программы невозможно полностью выявить её потенциал. В соответствии с политическими дискуссиями, проходившими осенью 2005 года, программа чистого измерения для частных PV-электростанций будет действовать на постоянной основе.

### Италия
Италия предлагает очень привлекательную схему поддержки, включающую как систему чистого измерения, так и разделённые на сегменты тарифы на подключение.

### Испания
Система чистого измерения была предложена организацией ASIF для продвижения возобновляемой энергии без дополнительных экономических мер поддержки.

## Россия
На октябрь 2010 года в России не приняты законодательные меры поддержки программы чистого измерения, и в ближайшее время их принятие не планируется.

## Соединенные Штаты Америки
Свод законов, содержащих требования к коммунальным компаниям о поддержке ими системы чистого измерения, находится на данный момент на рассмотрении в Конгрессе США. Этот свод законов начинается с законодательного акта H.R. 729, при котором чистое измерение составляет 2 %, и заканчивается H.R. 1945, не имеющего таких ограничений, но устанавливает ограничение для бытовых потребителей в 10 кВт. Нижняя граница во многих штатах таких, как Нью-Мексико, составляет величину 80 000 кВт, а в некоторых штатах таких, как Аризона, Колорадо, Огайо устанавливает процент загрузки. По состоянию на май 2010 года только четыре штата не приняли программу «чистого измерения», а 12 штатов, в том числе Вашингтон (округ Колумбия) не имеют ограничений по количеству потребителей, использующих систему чистого измерения. Только два штата, Аризона и Огайо, не имеют специальных ограничений по мощности для потребителей (более подробно см. таблицу). Колорадо, Мэриленд, Нью-Джерси и Пенсильвания, пожалуй, являются наиболее привлекательными штатами в области чистого измерения, поскольку являются единственными штатами, получившими рейтинг «А» от организации Network for New Energy Choices в 2007, 2008 и 2009 годах.
| Штат              | Потребительский лимит (% от максимума) | Лимит мощности (кВт)           | Месячная пролонгация                                       | Ежегодная компенсация                                                                                  |
| ----------------- | -------------------------------------- | ------------------------------ | ---------------------------------------------------------- | --- |
| Алабама           | N/A                                    | N/A                            | N/A                                                        | N/A |
| Аляска            | 1,5                                    | 25                             | да, бессрочно                                              | по розничной цене                                                                                      |
| Аризона           | без ограничений                        | 125 % от загрузки              | да, по принципу устранённых затрат к концу расчётного года | по розничной цене                                                                                      |
| Арканзас          | без ограничений                        | 25/300                         | да, по принципу устранённых затрат                         | по розничной цене                                                                                      |
| Калифорния        | 5                                      | 1.000                          | да, может быть бессрочным                                  | может варьироваться                                                                                    |
| Колорадо          | без ограничений                        | 120 % от загрузки              | да, бессрочно                                              | может варьироваться                                                                                    |
| Коннектикут       | без ограничений                        | 2.000                          | да, по принципу устранённых затрат к концу расчётного года | по розничной цене                                                                                      |
| Делавэр           | 5                                      | 25/500 или 2.000               | да, бессрочно                                              | по розничной цене                                                                                      |
| Округ Колумбия    | без ограничений                        | 1.000                          | да, бессрочно                                              | по розничной цене                                                                                      |
| Флорида           | без ограничений                        | 2.000                          | да, по принципу устранённых затрат к концу расчётного года | по розничной цене                                                                                      |
| Джорджия          | 0.2                                    | 10/100                         | нет                                                        | по определенной цене                                                                                   |
| Гавайи            | 1-3                                    | 50-100                         | да, до конца расчётного года                               | по розничной цене                                                                                      |
| Айдахо            | 0,1                                    | 25 или 25/100                  | нет                                                        | по розничной цене или по принципу устранённых затрат                                                   |
| Иллинойс          | 1                                      | 40                             | да, до конца расчётного года                               | по розничной цене                                                                                      |
| Индиана           | 0,1                                    | 10                             | да, бессрочно                                              | по розничной цене                                                                                      |
| Айова             | без ограничений                        | 500                            | да, бессрочно                                              | по розничной цене                                                                                      |
| Канзас            | 1                                      | 25/200                         | да, до конца расчётного года                               | по розничной цене                                                                                      |
| Кентукки          | 1                                      | 30                             | да, бессрочно                                              | по розничной цене                                                                                      |
| Луизиана          | без ограничений                        | 25/300                         | да, бессрочно                                              | по принципу устранённых затрат                                                                         |
| Мэн               | без ограничений                        | 100-660                        | да, до конца расчётного года                               | по розничной цене                                                                                      |
| Мэриленд          | 1500 МВт                               | 2.000                          | да, до конца расчётного года                               | по розничной цене                                                                                      |
| Массачусетс       | 1                                      | 60, 1.000 or 2.000             | может варьироваться                                        | может варьироваться                                                                                    |
| Мичиган           | 0.75                                   | 150                            | да, бессрочно                                              | частично по розничной цене                                                                             |
| Миннесота         | без ограничений                        | 40                             | no                                                         | по розничной цене                                                                                      |
| Миссисипи         | N/A                                    | N/A                            | N/A                                                        | N/A |
| Миссури           | 5                                      | 100                            | да, до конца расчётного года                               | по принципу устранённых затрат                                                                         |
| Монтана           | без ограничений                        | 50                             | да, до конца расчётного года                               | по розничной цене                                                                                      |
| Небраска          | 1                                      | 25                             | да, до конца расчётного года                               | по принципу устранённых затрат к концу расчётного года                                                 |
| Невада            | 1                                      | 1.000                          | да, бессрочно                                              | по розничной цене                                                                                      |
| Нью-Гэмпшир       | 1                                      | 100                            | да, бессрочно                                              | по розничной цене                                                                                      |
| Нью-Джерси        | без ограничений                        | 2.000                          | да, по принципу устранённых затрат к концу расчётного года | по розничной цене                                                                                      |
| Нью-Мексико       | без ограничений                        | 80.000                         | если > $50                                                 | по принципу устранённых затрат                                                                         |
| Нью-Йорк          | 1 или 0.3 (ветровая)                   | 10-2.000 или максимум нагрузки | может варьироваться                                        | по принципу устранённых затрат или по розничной цене                                                   |
| Северная Каролина | без ограничений                        | 1000                           | да, до конца летнего расчётного периода                    | по розничной цене                                                                                      |
| Северная Дакота   | без ограничений                        | 100                            | нет                                                        | по принципу устранённых затрат                                                                         |
| Огайо             | без ограничений                        | нет установленных лимитов      | да, до конца расчётного года                               | по ставке генерации                                                                                    |
| Оклахома          | без ограничений                        | 100-25.000/год                 | нет                                                        | по принципу устранённых затрат, но коммунальная компания не обязана покупать электроэнергию            |
| Орегон            | 0,5                                    | 10/25 или 25/2.000             | да, до конца расчётного года                               | может варьироваться                                                                                    |
| Пенсильвания      | без ограничений                        | 50/3.000 или 5.000             | да, до конца расчётного года                               | по розничной цене                                                                                      |
| Род-Айленд        | 2                                      | 1.650,2.250,3500               | опционально                                                | ниже розничной цены                                                                                    |
| Южная Каролина    | 0.2                                    | 20/100                         | да, до конца летнего расчётного периода                    | в соответствии с тарификацией или ниже                                                                 |
| Южная Дакота      | N/A                                    | N/A                            | N/A                                                        | N/A |
| Теннесси          | N/A                                    | N/A                            | N/A                                                        | N/A |
| Техас             | без ограничений                        | 20 or 25                       | нет                                                        | может варьироваться                                                                                    |
| Юта               | может варьироваться                    | 25/2.000 или 10                | может варьироваться                                        | по принципу устранённых затрат или по розничной цене                                                   |
| Вермонт           | 2                                      | 250                            | да, до конца расчётного года                               | по розничной цене                                                                                      |
| Виргиния          | 1                                      | 10/500                         | да, по принципу устранённых затрат к концу расчётного года | по розничной цене                                                                                      |
| Вашингтон         | 0,25                                   | 100                            | да, до конца расчётного года                               | по розничной цене                                                                                      |
| Западная Виргиния | 0.1                                    | 25                             | да, до 12 месяцев                                          | по розничной цене                                                                                      |
| Висконсин         | без ограничений                        | 20                             | no                                                         | по розничной цене для возобновляемых источников энергии и по принципу устранённых затрат для остальных |
| Вайоминг          | без ограничений                        | 25                             | да, по принципу устранённых затрат к концу расчётного года | по розничной цене                                                                                      |

Примечание: Возможны некоторые незначительные различия между таблицей и настоящим положением дел.

## Чистая покупка и продажа
Данный метод также предполагает отдачу генерируемой мощности в сеть, но при этом не подразумевается равенство цены электричества при осуществлении чистого измерения. Такой метод менее прибыльный для домашних пользователей небольших электрических сетей на основе ВИЭ.
В соответствии с вышесказанным, потребитель устанавливает два электрических счётчики с интерфейсом «пользователь-сеть», один счётчик учитывает потребленную из сети электроэнергию, а второй — сгенерированное и отданное в сеть пользователем. Потребитель покупает электричество по розничным ценам, а собственное сгенерированное электричество продаёт владельцу сети по оптовой цене. Стоит понимать о наличии существенной разницы между оптовой и розничной ценой на электричество.
Германия, Испания, некоторые штаты США и другие страны применяют тарифную сетку или тариф на подключение, в соответствии с которыми потребителям выплачивается полная стоимость произведённой на основе ВИЭ электроэнергии. Генерируемое электричество учитывается отдельным счётчиком, а не как остаток, отданный в сеть. В Германии для генераторов на основе солнечной энергии, тариф на подключение примерно в два раза выше розничной стоимости киловатт-часа, что способствует развитию солнечной энергетики. В то же время, для ВИЭ на основе ветра тариф составляет 0,5 от розничной стоимости, что объясняется меньшими затратами на производство такой энергии.

## Связанные технологии
Генераторы, производящие постоянный ток, такие как солнечные панели, снабжаются инверторами для преобразования постоянного тока в переменный. Фазу такого переменного тока необходимо синхронизировать с током сети, а в случае прекращения электроснабжения должен существовать механизм отключения генератора. Последнее объясняется необходимостью обеспечения безопасности. Так, рабочие, выполняющие восстановление линии электропередачи, должны быть уверены в отсутствии прямых и обратных токов.